# محروق صبعة
تعتبر أكلة المحروق صبعة من الأكلات الشعبية والرائجة في محافظات جنوب العراق، وتتناولها العائلات الجنوبية بشكل دوري وبصورة ممتعة وشيقة، وخلال الفصول المتعددة للسنة ويعود سبب رواجها خاصة بين صفوف الفقراء من الناس بسبب مكوناتها المتوفرة وسهولة الاعداد والتحضير والتناول.
ويمكن اعداد وجبة المحروق صبعة من قطع متبقية من الخبز وكمية من الحساء الذي يمكن اعداده من حساء الطماطم والبصل المثروم وقليل من البهارات والكركم والملح ثم إضافة بقايا الخبز وبعد قليل من المزج ممكن ان تجهز هذه الأكلة وتقدم ساخنة.